# Cita en las estrellas
Cita en las estrellas es una película argentina del género de comedia filmada en blanco y negro dirigida por Carlos Schlieper sobre guion de Alejandro Verbitsky y Emilio Villalba Welsh que se estrenó el 13 de enero de 1949 y que tuvo como protagonistas a María Duval, Juan Carlos Thorry, Osvaldo Miranda y Héctor Calcaño. 

## Reparto
- María Duval ...Alicia
- Juan Carlos Thorry ...Luis
- Osvaldo Miranda ...Julio
- Héctor Calcaño ...doctor Vallejos
- Alberto Bello ...encargado del cielo
- Analía Gadé ...Carmen
- George Rigaud ... Como él mismo
- Santiago Rebull
- Alba Mujica ...enfermera / médium
- Susana Campos
- Hedy Crilla
- Hilda Rey

## Sinopsis
Dos novios se separan y se casan con otros. Luego que aquel novio muere, la mujer delira y cree reencontrarlo en el cielo.

## Comentario
El diario La Nación opinó sobre la película: "enredo bien sostenido (...) aceptable solución narrativa". y Manrupe y Portela la consideran un acercamiento poco común al más allá en el cine criollo, con un asunto realmente original y toda una declaración de la filosofía de su director. Algunos elementos lo acercan con el clásico surrealismo del filme Peter Ibbetson (1935) de Henry Hathaway."